# Turbo visor
Een turbo visor is een draaiend helmvizier waardoor regendruppels eraf vliegen. 
Dit werkt doordat het vizier is vervangen door een doorzichtige schijf die in de vorm van een windmolentje is gesneden en gebogen. Door de rijwind gaat het zeer snel draaien. Turbo visors worden nog weleens gebruikt bij karting.